# Haworthia tretyrensis
Haworthia tretyrensis är en grästrädsväxtart som beskrevs av Ingo Breuer. Haworthia tretyrensis ingår i släktet Haworthia och familjen grästrädsväxter. Inga underarter finns listade i Catalogue of Life.